# Nick Yelloly
Nicholas "Nick" Jon Yelloly (Stafford, 3 de dezembro de 1990) é um automobilista britânico. Ele foi piloto de teste e simulador da equipe de Fórmula 1 Racing Point em 2019.

## Carreira
Yelloly disputou a temporada de 2011 da GP3 Series pela equipe Atech CRS Grand Prix. Em fevereiro de 2013, Yelloly anunciou que retornaria a GP3, pilotando para a Carlin Motorsport para a temporada daquele ano. Em 2014, ele mudou para a equipe Status Grand Prix. Yelloly disputou algumas etapas da temporada de 2015 da GP2 Series.